# La foresta dei sogni perduti
La foresta dei sogni perduti è un romanzo di fantascienza di Giorgio Sangiorgi, pubblicato nel 2005 da Perseo Libri (poi Elara libri).

## Trama
Val Eiser, un archeologo, giunge sul pianeta Mirra, l'unico pianeta abitabile trovato dall'uomo nel corso delle sue esplorazioni spaziali. Mirra è interamente coperto di foreste nelle quali si aggirano mostri giganteschi e pericolosissimi che non sembrano avere nessuna connessione con la naturale evoluzione biologica del pianeta stesso.
Val ha una sua teoria e pensa che i mostri siano solo parte di un complesso sistema di sicurezza installato da un'antichissima civiltà aliena per proteggere un tesoro inimmaginabile.
Assolda così due guide e, a bordo di uno strampalato veicolo che letteralmente trivella l'intricatissima vegetazione, inizia le sue esplorazioni e la sua ricerca del tesoro.